# سیارک ۴۶۳۹
سیارک ۴۶۳۹ (به انگلیسی: 4639 Minox، نامگذاری:1989EK2) چهار هزار و ششصد و سی و نهمین سیارک کشف شده‌است که در ۵ مارس ۱۹۸۹ کشف شد.
قدر مطلق سیارک برابر ۱۳٫۱۰ است.